# Maset Finet
El Maset Finet és una obra dels Hostalets de Pierola (Anoia) inclosa a l'Inventari del Patrimoni Arquitectònic de Catalunya.

## Descripció
Conjunt de tres habitatges on destaca el primer (nº 4), aquest conserva l'estructura original. Destaca per les decoracions de rajola de ceràmica al voltant del balcó i a la banda que separa la planta baix de la primera. També és interessant la balustrada del terrat realitzada amb terra cuita i el sòcol de pedra.

## Història
La casa amb el nª 4 conserva l'estructura original. Les altres dues havien estat uns magatzems els quals van ser transformats pels voltants del 1940 en dos habitatges més.